# 大衛·柏金斯 (足球運動員)
大衛·菲利普·柏金斯（英語：David Philip Perkins；1982年6月21日—）是一位英格蘭足球運動員。在場上的位置是中場。他現在效力於英格蘭足球甲級聯賽球隊威根競技足球俱樂部。

## 榮譽
韋根
- 英甲冠軍：2015/16年；